# Mario Longoni
Mario Longoni (Milano, 27 aprile 1927) è un ex calciatore italiano, di ruolo portiere.

## Carriera
Giocò in Serie A con Legnano e Pro Patria, con i tigrotti anche un campionato di Serie B, con i lilla sei campionati di Serie B; ha giocato in seconda divisione anche con il Magenta, per una stagione.